# Fred Rose (auteur-compositeur)
Pour les articles homonymes, voir Fred Rose et Rose.
Fred Rose, né le 24 août 1897 ou 1898 à Evansville en Indiana, et mort le 1er décembre 1957 à Nashville au Tennessee, est un compositeur, pianiste et éditeur de musique country. 

## Biographie

### Le musicien et compositeur
Fred Rose a d'abord été un pianiste. Il était encore adolescent lorsqu'il a commencé à jouer dans des cafés et des clubs de nuit de Chicago et avec l'orchestre de Paul Whiteman. C'est aussi au cours de ces années qu'il a composé ses premières chansons. Il a ensuite animé sa propre émission de radio au réseau CBS et à la station WSM de sa ville natale.
Plusieurs de ses chansons ont été enregistrées par des grandes vedettes, notamment de la musique country. Take These Chains from My Heart, sans doute sa plus connue, a été interprétée par Hank Williams et reprise par Ray Charles sur son album Modern Sounds in Country and Western Music, vol. 2. Gene Autry a enregistré Be Honest With Me; la chanson a fait partie de la trame sonore du film Ridin' on a Rainbow et a reçu une nomination aux Oscars. Le populaire orchestre de Paul Whiteman a fait une version de Charlestonette, tandis que Blue Eyes Crying in the Rain a fait l'objet d'enregistrements par Roy Acuff, Olivia Newton-John et Willie Nelson. Hank Williams a aussi enregistré Blue Love (In My Heart), Crazy Heart, I'll Never Get Out of This World Alive et Settin' the Woods on Fire; Hank Snow a repris A Pair of Broken Hearts, Ray Price Home in San Antone et Jim Reeves Roly Poly. 

### L'éditeur de musique
À Nashville, Fred Rose a fait équipe avec Roy Acuff en 1942 pour créer la maison d'édition Acuff-Rose Music. L'entreprise a été rapidement fructueuse, et elle a contribué de façon importante à faire fructifier la carrière de plusieurs compositeurs.
Fred Rose a fait partie avec Jimmie Rodgers et Hank Williams des premiers artistes intronisés en 1961 au Temple de la renommée du country. Il a été admis au Nashville Songwriters Hall of Fame en 1970 et au Songwriters Hall of Fame en 1985. 

## Liste partielle de compositions
- A Pair of Broken Hearts
- Be Honest With Me
- Charlestonette
- 'Deed I Do
- Honest and Truly
- Blue Eyes Crying in the Rain
- Flamin' Mamie
- I'll Never Get Out of This World Alive
- Tweedle-O-Twill
- Roly-Poly
- Kaw-Liga
- Crazy Heart
- Take These Chains From My Heart
- Waltz of the Wind
- Blues in My Mind
- Texarkana Baby
- It's a Sin
- Pins and Needles
- Blue Love (In My Heart)
- Foggy River
- No One Will Ever Know

## Pour approfondir